# Poxia Shuiku
Poxia Shuiku (kinesiska: 坡下水库) är en reservoar i Kina. Den ligger i provinsen Fujian, i den sydöstra delen av landet, omkring 320 kilometer väster om provinshuvudstaden Fuzhou. Poxia Shuiku ligger 374 meter över havet. I omgivningarna runt Poxia Shuiku växer i huvudsak blandskog.
Genomsnittlig årsnederbörd är 2 018 millimeter. Den regnigaste månaden är maj, med i genomsnitt 396 mm nederbörd, och den torraste är oktober, med 24 mm nederbörd.